# Лантоу (аэропорт)
Даньдунский аэропорт Лантоу (кит. упр. 丹东浪头机场) — аэродром совместного базирования в городском округе Даньдун провинции Ляонин (КНР). Расположен в 14 км к западу от административного центра Даньдуна.
Имеет одну взлётно-посадочную полосу 01/19, 2 600 м × 47 м. Покрытие — бетон.

## История
Аэродром использовался в военных целях ВВС Советского Союза в период Корейской войны в 1950—1953 гг. На аэродроме базировались полки 64-го истребительного авиационного корпуса. Именовался также как аэродром Андунь, иногда Даньдун, по имени рядом расположенного города. Имел очень удобное расположение для ведения боевых действий на Корейском полуострове.
В 1985 году аэродром был закрыт на реконструкцию, 9 сентября 1985 года был открыт гражданский пассажирский терминал. В 1993—1994 годах аэропорт подвергся крупной реконструкции.
Продолжает использоваться в военных целях — базируются истребители Chengdu J-7.